# Chicago WCT 1972
Il Chicago WCT 1972  è stato un torneo di tennis giocato sul sintetico indoor. È stata la 2ª edizione del Chicago WCT,che fa parte del World Championship Tennis 1972. Si è giocato a Evanston negli Stati Uniti, dal 13 al 19 marzo 1972.

## Campioni

### Singolare
Tom Okker ha battuto in finale  Arthur Ashe con il punteggio di 4–6 6–2 6–3

### Doppio
Tom Okker /  Marty Riessen hanno battuto in finale  Roy Emerson /  Rod Laver con il punteggio di 6–2, 6–3